# Bandeira de Artsaque

1:2

A bandeira de Artsaque, um país autoproclamado não reconhecido numa região do Azerbaijão, deriva da bandeira da Arménia com a adição de um padrão branco. Simboliza a população da região e a herança arménia, e Artsaque como um enclave da Arménia. O padrão assemelha-se também aos padrões dos tapetes arménios. A bandeira foi adotada a 2 de junho de 1992.